# Моррис, Анита
Ани́та Ро́уз Мо́ррис (англ. Anita Rose Morris; 14 марта 1943 — 2 марта 1994) — американская актриса, певица и танцовщица.

## Ранние годы
Моррис родилась 14 марта 1943 года в Дареме, штат Северная Каролина, в семье театральной актрисы Элоиз Шаппелл Моррис и доктора Джеймса Бэджетта Морриса.

## Карьера
Моррис начала свою карьеру в Американском театре пантомимы, и дебютировала на Бродвее в октябре 1971 года, в мюзикле «Иисус Христос — суперзвезда», где сыграла несколько ролей — Прокажённую, Женщину-апостола и Женщину в храме.
В последующем играла в мюзиклах «Рейчел Лили Розенблюм и никогда не забывай это!», «Лучший маленький бордель в Техасе», «Магическое шоу», «Сладкие крошки», в комедии «Качели».
Анита Моррис была номинирована на премию «Тони» за роль Карлы в драме «Девять» — спектакль шёл почти два года и выдержал 729 показов. Композиции «A Call From the Vatican» и «Simple» из этого мюзикла стали её «фирменными» песнями.
Первую роль в кино Моррис получила в 1972 году. Наиболее известной среди множества сыгранных остаётся роль Кэрол Додстворт, любовницы Сэма Стоуна в фильме «Безжалостные люди» 1986 года.
В восьмидесятые и девяностые годы Моррис часто приглашали на телевидение. Среди сериалов, в которых она снималась — «Полиция Майами», «Кто здесь босс?», «Она написала убийство», «Мелроуз-Плейс», «Мэтлок», «Байки из склепа». В 1983 году Моррис снялась в роли «горячей женщины» в клипе The Rolling Stones «She Was Hot».

## Личная жизнь
С 1973 года и до своей смерти Моррис была замужем за актёром и хореографом Гровером Дейлом. Их сын, Джеймс Бэдж Дейл (род. 1978), также стал актёром.

## Смерть
Моррис скончалась от рака яичников 2 марта 1994 года в Лос-Анджелесе. Диагноз был поставлен ей в 1980 году, однако, несмотря на болезнь, Моррис продолжала работать все эти годы. Она была похоронена на кладбище «Мейплвуд» в Дареме, Северная Каролина.

## Избранная фильмография
- «Счастливая проститутка» (1975)
- «Привет» (1982—1993)
- «Возлюбленные Марии» (1984)
- «Отель „Нью-Хемпшир“» (1984) — Ронда Рей
- «Она написала убийство» (1984—1994)
- «Берренджеры»
- «Абсолютные новички» (1986)
- «Рождество в Дымящихся горах» (1986) (телевизионный фильм)
- «Безжалостные люди» (1986) — Кэрол Додсворт
- «Полиция Майами» (1987) — Леона Проверб (серия «Amen… Send Money»)
- «Ария» (1987) — Феб
- «Другой мир» (1987)
- «Снова 18!» (1988) — Маделейн
- «Ищейки с Бродвея» (1989) — мисс Миссури Мартин
- «Мэтлок» (1989—1992)
- «Байки из склепа» (1989—1994)
- «Марсиане, убирайтесь домой» (1990) — доктор Джейн Бьюканен
- «На старт, пошли» (1991) — Флоранс
- «Эри Индиана» (1991)
- «Пропала маленькая миллионерша» (1993) — мачеха
- «Убийства на радио» (1994) — Клодетт Катценбек